# Parocneria militaris
Parocneria militaris är en fjärilsart som beskrevs av Charles Oberthür 1914. Parocneria militaris ingår i släktet Parocneria och familjen tofsspinnare. Inga underarter finns listade i Catalogue of Life.